# 原廣陞樓
原廣陞樓位於臺灣臺南市中西區，於民國九十二年（2003年）5月13日公告為臺南市的市定古蹟。在日治時期時，該建築為酒樓，位於明治町，現在則為私人住宅。在日治時期的臺南市除了廣陞樓這棟臺南市現存最早的日治酒樓外，還有位於新町附近的南華樓與松金樓和西門町的寶美樓。

## 沿革
廣陞樓於日本昭和年間興建，原來是由高氏家族出資營業，但後來由於受到戰爭影響，生意日下，遂將該樓抵押給台南信用組合（今臺南市第一信用合作社前身）。到了昭和十二年（1937年）時，由信用組合主席盧世澤與朋友共同出資買下此樓，而在二次大戰後更將此樓租給民航空運公司（C.A.T.）使用，後來成為盧氏住宅至今。
該建築於民國五十七年（1968年）進行整修，保留立面磚牆，而室內磚造與木樓板構造則換成了鋼筋混凝土。
2021年，因配合「台南400年－文化資產場域再現計畫」子計畫之一，已經出現出現結構上損壞原廣陞樓則將進行修復工程，完工後將適度開放活化為「台南市民生活博物館」，展示「原廣陞樓」收藏的各項文物與空間。

## 建築特色
廣陞樓的建築式樣式屬於歷史式樣建築與現代主義建築之間的過渡期建築。在其正立面有四根使用十三溝面磚所造的壁柱將立面分成三等份，柱子之間的牆面則為洗石子所造，而在二樓與三樓開口部上則將紫、白方形磚相間排列以做裝飾。二樓有強化入口意象的弧形小陽臺，和三、四樓的長方型陽臺不同。

## 外部連結
- 原廣陞樓——文化部文化資產局 （页面存档备份，存于）
- 原廣陞樓——文化部iCulture （页面存档备份，存于）